# Andorre aux Jeux paralympiques d'hiver de 2022
Andorre participe aux Jeux paralympiques d'hiver de 2022 à Pékin en Chine du 4 au 13 mars 2022. Il s'agit de sa sixième participation à des Jeux d'hiver.
La délégation est très restreinte avec un seul skieur debout, Roger Puig.

## Compétition

### Ski alpin
Roger Puig (LW9-2) est qualifié pour ses deuxième jeux où il est inscrit dans les cinq disciplines. Il souffre d'hémiplégie côté droit à la suite d'un accident de ski à l'âge de 14 ans à Saas-Fee en Suisse. Lors des derniers mondiaux en 2022 à Lillehammer, il avait pu accroché un top 10 en super combiné.
| Athlète    | Épreuve                | Manche 1 | Manche 1 | Manche 2 | Manche 2 | Total   | Total |     |     |
| Athlète    | Épreuve                | Temps    | Rang     | Temps    | Rang     | Temps   | Rang  |     |     |
| ---------- | ---------------------- | -------- | -------- | -------- | -------- | ------- | ----- | --- | --- |
| Roger Puig | Super combiné - Debout | 1:14.07  | 9        | 57.12    | 23       | 2:11.19 | 23    |     |     |
| Roger Puig | Descente- Debout       | NC       | NC       | NC       | NC       | 1:25.17 | 29    |     |     |
| Roger Puig | Slalom géant - Debout  | 1:03.88  | 18       | 1:01.73  | 17       | 2:05.61 | 17    |     |     |
| Roger Puig | Slalom - Debout        | 48.12    | 16       | DNF      | DNF      | DNF     | DNF   |     |     |
| Roger Puig | Super G - Debout       | NC       | NC       | NC       | NC       | DNF     | DNF   | DNF | DNF |